# Sol'vyčegodsk
Sol'vyčegodsk (in russo Сольвычегодск?, traslitterato anche Solvychegodsk) è una piccola città della Russia (nel 2002 contava 2 843 abitanti) situata nell'Oblast' di Arcangelo 25 chilometri a nord-est della città di Kotlas.

## Storia
Sol'vyčegodsk è stata fondata nel XIV secolo, e nel XV secolo le fu attribuito il nome di Usolsk. La città ha ospitato negli XVI secolo la celebre famiglia Stroganov, a cui è stata dedicata una chiesa nella città di Nižnij Novgorod. Sol'vyčegodsk è stata nel passato un importante centro commerciale di lavori artigianali locali e una città culturale. Oggi è ancora un centro molto importante nell'Oblast' di Arcangelo, nonostante le sue piccole dimensioni e il numero molto ridotto di abitanti.
| 1897  | 1926  | 1939  | 1959  | 1970  | 1979  | 1989  | 2002  | 2017  |
| ----- | ----- | ----- | ----- | ----- | ----- | ----- | ----- | ----- |
| 1 700 | 2 100 | 3 000 | 3 600 | 3 900 | 4 100 | 4 000 | 2 843 | 2 098 |